# Bitwa pod Hanau
Bitwa pod Hanau – starcie zbrojne, które miało miejsce 30–31 października 1813 podczas wojen napoleońskich.
Bitwa stoczona została w pobliżu miasta Hanau w Niemczech (Hesja). Było to dwudniowe starcie pomiędzy siłami francuskiej Wielkiej Armii pod osobistym dowództwem cesarza Napoleona Bonaparte a siłami bawarskimi i austriackimi pod komendą gen. Karla Philippa von Wredego.
Bitwa uważana jest za przykład sztuki dowodzenia Napoleona, który dysponując trzykrotnie mniejszymi siłami zwyciężył przy znacznie niższych stratach własnych i osiągnął wyznaczony cel, którym było odblokowanie strategicznej drogi odwrotu w kierunku na Frankfurt nad Menem i Moguncję.
W bitwie pod Hanau wsławił się polski szwadron dowodzony przez majora Dominika Hieronima Radziwiłła, który w wyniku ran odniesionych w tej bitwie zmarł w Lauterecken (Nadrenia-Palatynat) 11 listopada 1813 r.

## Wstęp
Bawaria, były francuski sojusznik, przystąpiła do szóstej koalicji na mocy traktatu w Ried, który zawarty został tuż przez bitwą pod Lipskiem. Skutkiem poniesionej klęski armia napoleońska wycofywała się przez Erfurt do Frankfurtu nad Menem w celu przekroczenia Renu pod Moguncją. Napoleon prowadził odwrót z dużym powodzeniem. Jednak w końcu października Wielka Armia (La Grande Armée) była coraz bardziej zdezorganizowana, w wyniku czego podążała za nią rosnąca rzesza maruderów.
Sprzymierzeni ścigali Francuzów kilkoma kolumnami, chcąc zniszczyć wojska napoleońskie jeszcze przed osiągnięciem Renu. Najbliżej Francuzów była dowodzona przez Wredego armia bawarsko-austriacka (52 000 żołnierzy i 134 działa) która, by zagrodzić Francuzom drogę odwrotu, posuwała się na północ od strony Dunaju do Frankonii. Po nieudanej próbie opanowania Würzburga Wrede ruszył na Hanau, by zagrodzić Francuzom marsz na Frankfurt.
Wojska Wredego dotarły pod Hanau przed Francuzami, blokując Napoleonowi drogę do Frankfurtu. Sądząc jednak, że główne siły francuskie wycofują się leżącą nieco na północ drogą prowadzącą do Koblencji, Wrede oczekiwał, że zmierzy się jedynie z grupą 20 000 żołnierzy osłaniających skrzydło Wielkiej Armii. Z tego powodu część swych sił zostawił z tyłu, a część skierował na Frankfurt, dlatego pod Hanau miał jedynie 30 000 żołnierzy. Napoleon, który w rzeczywistości miał tylko 16 000 żołnierzy i 70 dział, zamierzał przebić się przez oddziały Wredego i otworzyć sobie drogę na Frankfurt.

## Bitwa

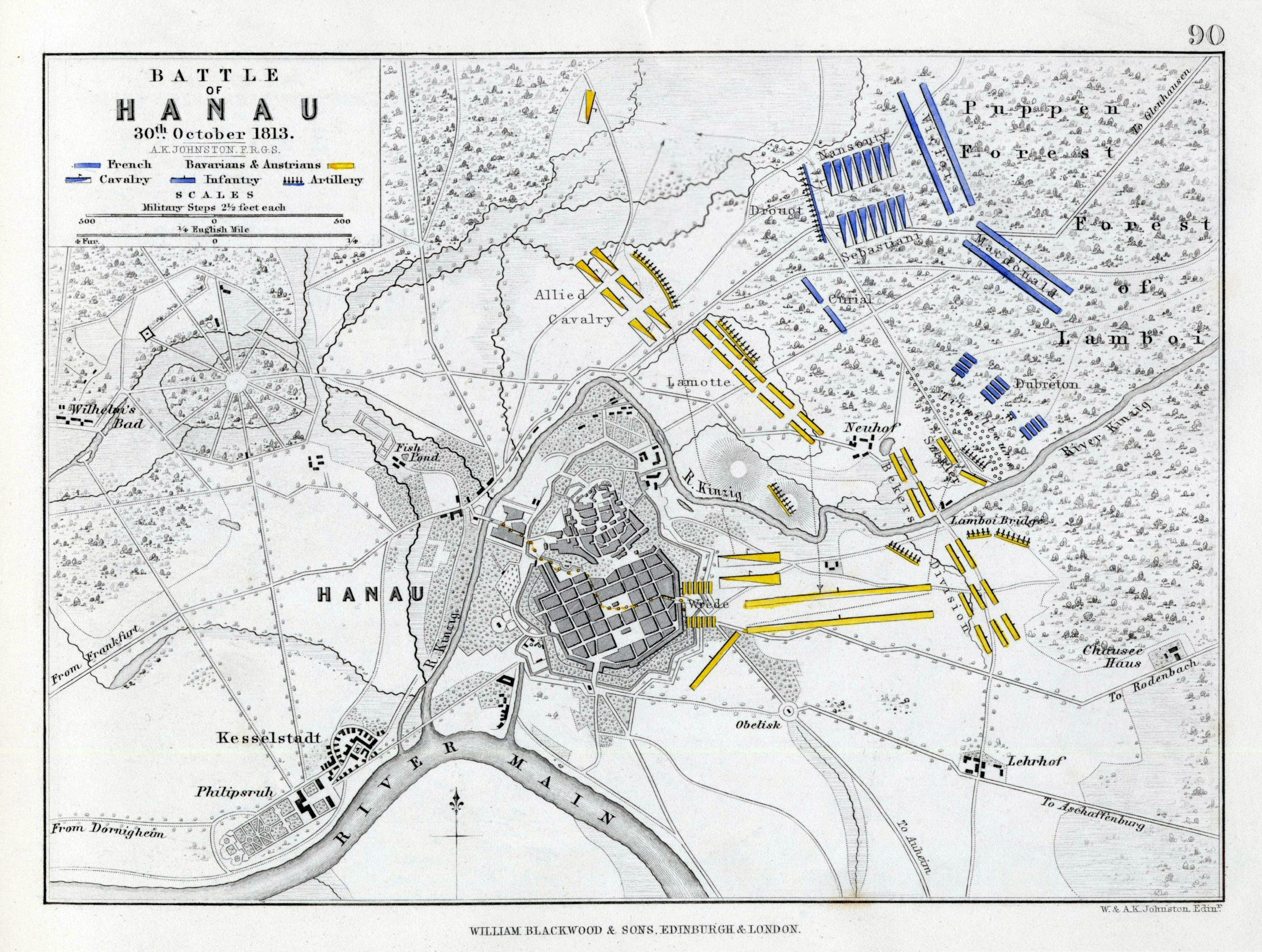
Plan bitwy pod Hanau

Wrede, po udanych potyczkach z oddziałami francuskimi, 30 października rozwinął swą armię naprzeciw głównych sił francuskich. Centrum umieścił przed rzeką Kinzig, natomiast prawe skrzydło armii austriacko-bawarskiej znalazło się na południu, przy czym jego część oddzielona była od reszty sił rzeką Kinzig. Komunikację położonej na drugim brzegu części prawego skrzydła z głównymi siłami zapewniał most.
W skład sił Napoleona wchodziła piechota marszałka MacDonalda i jazda generała Sébastianiego. Z uwagi na gęste lasy leżące na wschód od pozycji armii Wredego, Francuzi mogli niezauważeni podejść blisko pozycji nieprzyjaciela. Pomimo znacznej różnicy sił Napoleon zdecydował się zaatakować blokujących drogi odwrotu Austriaków i Bawarczyków. W środku dnia marszałek Victor razem z MacDonaldem oczyścili lasy znajdujące się przed stanowiskami armii Wredego z oddziałów nieprzyjacielskich. Wkrótce potem generał Antoine Drouot natrafił na ścieżkę leśną prowadzącą w kierunku lewego skrzydła armii Wredego, która pozwalała na transport artylerii. Trzy godziny później grenadierzy Starej Gwardii oczyścili przedpole z oddziałów wroga, dzięki czemu Drouot przy wsparciu kawalerii Starej Gwardii i Sébastianiego mógł rozlokować 50 dział.
Artyleria Drouota szybko uciszyła 28 dział armii Wredego. Następnie do ataku ruszyła francuska kawaleria i zepchnęła kawalerię Wredego na lewe skrzydło austriacko-bawarskiej armii, a po rozbiciu lewego skrzydła uderzyła na centrum armii Wredego. Centrum austriacko-bawarskie zaczęło się cofać i, próbując uniknąć zepchnięcia do rzeki Kinzig, poniosło znaczne straty. Na prawym skrzydle armii Wredego część jego sił próbowała przedostać się przez most, by wspomóc znajdujące się w trudnym położeniu wojska w centrum, jednak z powodu tłoku wielu żołnierzy potonęło w rzece. Wredemu udało się w końcu zebrać swe siły i utworzyć linię obronną ciągnącą się od mostu Lamboy-Brücke do miasta Hanau.
Pod osłoną nocy sprzymierzeni opuścili Hanau. Następnego dnia wojska francuskie opanowały miasto przy niewielkim oporze. Napoleon nie próbował ścigać armii Wredego, zadowolony z tego, że droga odwrotu na Frankfurt została ponownie otwarta. Wojska francuskie mogły teraz bez przeszkód kontynuować odwrót, choć 31 października Austriacy bez powodzenia próbowali jeszcze zniszczyć tylną straż wycofujących się Francuzów.

## Po bitwie
Armia Wredego straciła w bitwie 9000 żołnierzy, znacznie więcej od sił Napoleona. To efektowne francuskie zwycięstwo niwelowało jednak tylko częściowo ogólne straty, jakie wycofujące się wojska francuskie poniosły ze strony sprzymierzonych. W okresie tuż przed bitwą i w czasie bitwy (czyli od 28 października do 31 października) około 10 000 francuskich maruderów dostało się do niewoli. Armia francuska dotarła do Frankfurtu 2 listopada, będąc już bardzo blisko swej stosunkowo bezpiecznej bazy w Moguncji.

## Upamiętnienie
Bitwa ta jest wymieniona na Łuku Triumfalnym w Paryżu.